# Pleocroisme

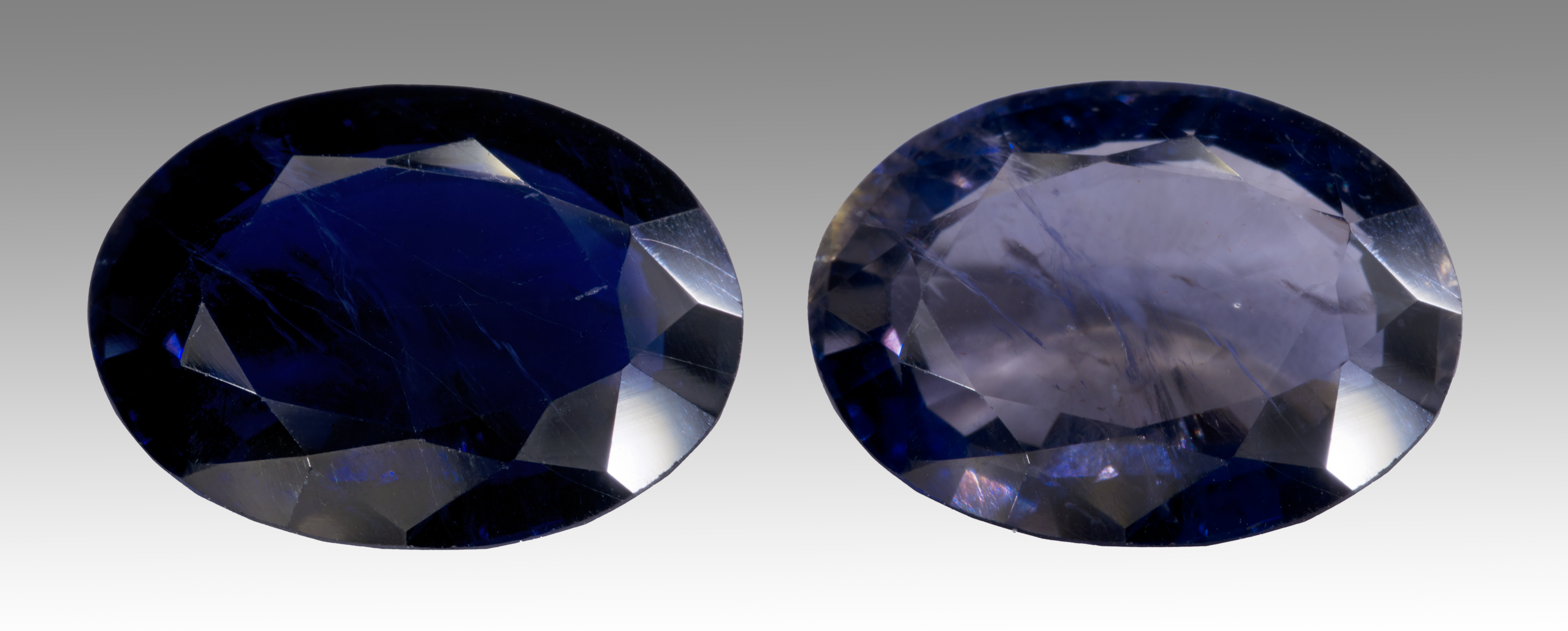
El mineral de cordierita de l'esquerra presenta un evident pleocroisme presenta cares groguenques, grises i blavoses.

El pleocroisme és la facultat que presenten alguns minerals d'absorbir les radiacions de llum de diferent manera en funció de la direcció de vibració. Per aquesta propietat, un mateix cristall pot aparèixer amb coloracions diferents segons l'orientació en la qual hagi caigut en la preparació microscòpica.
Als cossos isòtrops, la coloració no depèn de la direcció en la qual es propaguen els raigs lluminosos en ell. No succeeix el mateix amb els cossos birefringents, car en aquests el color visible depèn de l'angle que formen els rajos amb els eixos cristal·lins. Així, un cristall de zircó és fosc en el sentit del seu eix òptic i gris blavós en una direcció perpendicular al mateix. En un cristall que tingui diversos eixos, el color varia segons les cares: és típic el cas de la cordierita, una de les cares de la qual és de color gris groguenc, i alhora, les altres dues són de color blau clar i fosc.
Les coloracions visibles són dues (dicroisme) en els cristalls birefringents que només tenen un eix, i tres (tricroisme) en els que tenen dos eixos. Aquests fenòmens es produeixen per l'existència en el cristall de direccions privilegiades en les quals són refractats els rajos segons la seva longitud d'ona.

## Llista de minerals pleocroics

### Blau
- Aiguamarina (mitjà): blau descolorit blau clar / clar, blau fosc
- Alexandrita (fort): vermell fosc-porpra / taronja / verd
- Apatita (fort): blau-groc / blau-incolor
- Benitoita (fort): incolor blau / fosc
- Cordierita (molt fort): ortoròmbica blau blau marró / groc marró / verd / gris / blau a porpra
- Corindó (fort): blau / blau clar i verd fosc violeta-
- Iolita (fort): incolor / groc / blau / blau-violeta fosc
- Topazi (molt baix): incolor / blau clar / rosa
- Turmalina (fort): blau / blau clar fosc
- Zircó (fort): blau / clar / gris
- Zoisita (fort): blau / vermell porpra verd / groc

### Groc
- Citrí (molt feble): groc pàl·lid groc / pàl·lid
- Corindó (feble): groc / groc pàl·lid
- Crisoberil (molt feble): vermell-groc / verd-groc / verd
- Danburita (feble): groc molt pàl·lid / groc pàl·lid
- Espodumena (mitjà): groc pàl·lid groc / pàl·lid
- Fenacita (mitjà): incolor taronja / groc
- Hornblenda (fort) llum verda / verd fosc / groc / marró
- Ortoclasa (feble): groc pàl·lid groc / pàl·lid
- Topazi (mitjà): tan / groc taronja / groc
- Turmalina (mitjà): groc pàl·lid groc / negre
- Zircó (feble): tan / groc

### Marró i taronja
- Biotita (mitjà): marró
- Corindó (fort): groc marró / taronja
- Topazi (mitjà): marró-groc / groc opac marró
- Turmalina (molt baix): de color marró fosc / marró clar
- Zircó (molt feble): marró vermell / marró-groc

### Porpra i violeta
- Ametista (molt baix): morat / violeta
- Andalucita (fort): verd marró / vermell fosc / porpra
- Beril (mitjà): porpra / incolor
- Corindó (alt): porpra / taronja
- Espodumena (Kunzita) (fort): morat / violeta / clar / rosa
- Hiperstena (fort): porpra / taronja
- Turmalina (fort): pàl·lid porpra / violeta
- Putnisita: pàl·lid porpra / gris blavós

### Verd
- Alexandrita (fort): vermell fosc / taronja / verd
- Andalucita (fort): verd marró / vermell fosc
- Corindó (fort): verd / groc verd
- Maragda (fort): Verd / Blau Verd
- Peridot (baix): verd-groc / verd / incolor
- Titanita (mitjà): verd marró / verd blau
- Turmalina (fort): blau / verd marró / verd groc verd
- Zircó (baix): marró verdós / verd

### Vermell i rosa
- Alexandrita (fort): vermell fosc / taronja / verd
- Andalucita (fort): vermell fosc / vermell marró
- Corindó (fort): vermell violeta / vermell taronja
- Morganita (mitjà): la llum vermella / vermell violeta
- Turmalina (fort): vermell fosc / vermell clar
- Zircó (mitjà): marró porpra / vermell